# Orthopygia
Orthopygia é um gênero de mariposa pertencente à família Crambidae.